# オックスフォード・サーカス
オックスフォード・サーカス (Oxford Circus)は、ロンドン中心部シティ・オブ・ウェストミンスター（ウェストミンスター区）内を通る2つの大通り、リージェント・ストリートとオックスフォード・ストリートが交わる場所、およびその周辺の地区のことである。
ヨーロッパ最大の商業地区 ウエスト・エンドの中心地で、一年中人通りが絶えない。ロンドンでも有数のショッピング街となっている。
交差点の4つ角には、世界最大規模の営業面積を誇る小売店が入店している。以前の交差点は一般的な平面交差点であったが、2009年11月2日より東京の渋谷スクランブル交差点に倣ったスクランブル交差点に変更された。最寄り駅は、交差点直下にあるロンドン地下鉄のオックスフォード・サーカス駅。

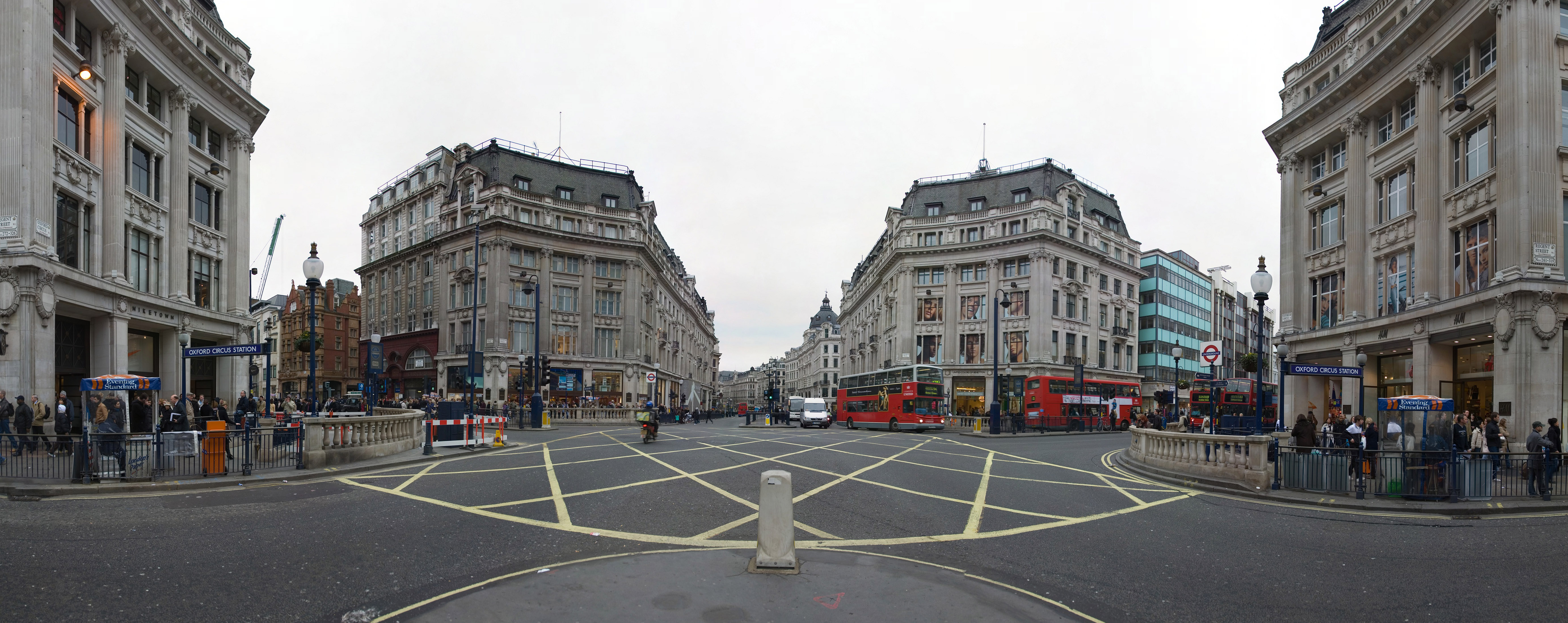
リージェント・ストリート北側から見たオックスフォード・サーカス（2006年撮影）

## 主な店舗
- ナイキ
- H&M
- TOPSHOP
- ベネトン
- ヴィヴィアン・ウエストウッド